# 鄂渝对囊蕨
鄂渝对囊蕨（学名：Deparia sichuanensis var. jinfoshanensis）也称为金佛山蛾眉蕨，为蹄盖蕨科对囊蕨属四川对囊蕨的一个变种。